# Сайга (река)
Сайга (южноселькупск. Сай Кы) — река в Томской области России, правый приток Чулыма. Устье реки находится в 150 км от устья по правому берегу Чулыма. Протяжённость реки 57 км, площадь бассейна — 388 км². Возле истока расположен посёлок Сайга.

## Притоки
- 12 км: Колбенная (лв)
- 39 км: река без названия (пр)

## Данные водного реестра
По данным государственного водного реестра России относится к Верхнеобскому бассейновому округу, водохозяйственный участок реки — Чулым от водомерного поста села Зырянское до устья, речной подбассейн реки — Чулым. Речной бассейн реки — (Верхняя) Обь до впадения Иртыша.
Код водного объекта — 13010400312115200022329.